# Jamie Ashdown
Jamie Ashdown (* 30. November 1980 in Reading, England) ist ein ehemaliger englischer Fußballtorhüter, der zuletzt bei Oxford United spielte.

## Spielerkarriere

### Reading
Jamie Ashdown wurde im Alter von 11 Jahren in die Fußballakademie des FC Reading aufgenommen. Für den Verein aus seiner Heimatstadt spielte er als Jugend- und Profispieler insgesamt 13 Jahre lang. Bereits mit 17 Jahren wurde Ashdown 1998 sein erster Profivertrag gegeben. Beim Zweitligisten Reading konnte er sich jedoch anfangs nicht durchsetzen und spielte hauptsächlich im Reserve-Team, so dass man ihn 2001 erstmals verlieh. Bei seinem ersten Leihverein blieb er jedoch ebenso einsatzlos wie 2002 beim Renommierclub FC Arsenal. Im selben Jahr wurde er immerhin in zwei Spielen für AFC Bournemouth eingesetzt. In der Saison 2003/04 gelang ihm schließlich beim unterklassigen Rushden & Diamonds der Durchbruch.

### Portsmouth
Dank seiner guten Leistungen für Reading und Rushden & Diamonds wurde Ashdown 2004 vom englischen Erstligisten FC Portsmouth unter Vertrag genommen. Zwar kommt Ashdown bei den "Pompeys" regelmäßig zum Einsatz, jedoch steht er im Schatten des englischen Nationaltorwarts David James. Für den Zweitligisten Norwich City bestritt er Anfang 2006 zwei Spiele als Leihspieler. Mit Portsmouth gewann Ashdown 2008 seinen ersten Profi-Titel, den FA Cup.

## Erfolge
- 2008 – FA Cup mit FC Portsmouth